# Kotnyek Antal
Kotnyek Antal (Budapest, 1921. január 16. – Budapest, 1990. november 17.) magyar fotóriporter.

## Életútja
A Magyar Képzőművészeti Főiskola szobrász szakán szerezte diplomáját, többek között Barcsay Jenő is tanította. 1976-ban belépett a Magyar Fotóművészek Szövetségébe. Szülei nem szerették volna, hogy a művészi pályát válassza annak bizonytalan jövője miatt, így a fényképészi hivatás mellett döntött. Az 1940-es évektől a MAFIRT-nál, később pedig a Magyar Fotó Állami Vállalatnál dolgozott mint riporter. 1952 és 1983 között a Film Színház Muzsika című folyóiratnál volt fotós, valamint az Ország-Világ és az Ez a Divat munkatársaként is dolgozott. Sok híres embert fotózott a munkája során.